# El Tule (Chihuahua)
El Tule es una localidad del estado mexicano de Chihuahua. Es la cabecera del municipio de El Tule.

## Demografía
| Gráfica de evolución demográfica |
|                                  |

| Censo | Población |
| ----- | --------- |
| 1900  | 877       |
| 1910  | 734       |
| 1921  | 767       |
| 1930  | 850       |
| 1940  | 1 054     |
| 1950  | 992       |
| 1960  | 1 263     |
| 1970  | 1 324     |
| 1980  | 1 103     |
| 1990  | 1 085     |
| 2000  | 944       |
| 2010  | 811       |
| 2020  | 672       |